# Ottawa Nationals
Die Ottawa Nationals waren ein Eishockeyteam aus Ottawa, Ontario, das von 1972 bis 1973 in der nordamerikanischen World Hockey Association (WHA) aktiv war. Danach zog das Team nach Toronto um und spielte dort als Toronto Toros.

## Geschichte
Drei Wochen nachdem die WHA offiziell ihre ersten Teams benannt hatte, entschied man sich noch zwei weitere Teams aufzunehmen. Eines der beiden Franchises vergab man an Doug Michel, der ein Team in der kanadischen Provinz Ontario aufbauen sollte. Erster Plan war es dem Team in Toronto eine Heimat zu geben, doch die Mietforderungen, die man im Maple Leaf Gardens hatte, zwangen zum Umdenken. Auch Hamilton zählte zu den möglichen Standorten, aber man entschied sich dann im Februar 1972 doch für Ottawa. Nick Trbovich, ein Industrieller aus Buffalo, wurde zum Mitbesitzer.
Als Trainer wurde Billy Harris verpflichtet und auf dem Eis war Wayne Carleton der Führungsspieler. Mit 42 Toren und 91 Punkten war Carleton auch der beste Scorer der Nationals in der Saison 1972/73. Auch der junge Gavin Kirk spielte mit 68 Punkten eine starke Rookiesaison und half mit, dass sich die Nationals für die Playoffs qualifizieren konnten. Doch lediglich 3.226 Zuschauer im Schnitt waren im 10.500 Zuschauer fassenden Ottawa Civic Centre eine enttäuschende Kulisse. Der Kampf um die Gunst des Publikums gegen das populäre Juniorenteam, die Ottawa 67’s fiel den Nationals schwer. Nachdem man von der Stadt Ottawa den Bescheid bekam, dass man im kommenden Jahr 100.000 Dollar für die Nutzung des Civic Centres aufwenden sollte, traf man die Entscheidung, zum Start der Playoffs nach Toronto zu ziehen.
In Toronto hatten die Maple Leafs die Endrunde der National Hockey League nicht erreicht und so kam man dem Team mit der Miete für den Maple Leaf Garden nun entgegen. Die beiden Spiele gegen den späteren Gewinner der Avco World Trophy, die New England Whalers, von denen man eines gewinnen konnte, waren die letzten Spiele der Nationals. Knapp 4.500 Zuschauer in jedem der beiden Spiele forcierten die Entscheidung zur kommenden Saison nach Toronto umzuziehen. Man spielte ab der Saison 1973/74 als Toronto Toros.